# Unaufrichtigkeit (Sartre)
Unaufrichtigkeit (frz. mauvaise foi) ist ein philosophischer Begriff des französischen Philosophen Jean-Paul Sartre, der das Phänomen beschreibt, dass der Mensch durch Konformitätsdruck falsche Wertvorstellungen übernimmt und seine absolute Freiheit aufgibt, damit er sich die Frage, wer er ist, nicht mehr zu stellen braucht. Der französische Ausdruck „mauvaise foi“ heißt wörtlich „schlechter Glaube“ und kann mit Untreue, Treulosigkeit, Unredlichkeit, sogar Arglist oder Heimtücke übersetzt werden. Gemäß Kathi Beier meinte Sartre mit seinem Begriff exakt das, was heute in der Regel als Selbsttäuschung bezeichnet wird.

## Begriffsgeschichte
In der von Sartre 1938 geschriebenen Erzählung „Die Kindheit eines Chefs“ löst Lucien Fleurier sein Identitätsproblem mit der Übernahme der faschistischen Ideologie und definiert sich über seine, ihm von Geburt an gegebenen, festen Rechte. So verschleiert die „mauvaise foi“ die totale Freiheit und Verantwortlichkeit des Engagements, indem wir vorgeben, der Mensch habe eine feste Natur.
In Anlehnung an Martin Heideggers Analyse der „Diktatur des ‚Man‘“, die jedoch nicht moralisch intendiert war, vollzog Sartre 1943 in Das Sein und das Nichts einige phänomenologische Analysen, welche zur Popularität des Existenzialismus beitrugen. Sartre definiert im Kapitel „der Ursprung der Negation“ die „mauvaise foi“ als die Haltung desjenigen, der sich in einer Art Verdoppelung des Bewusstseins selbst belügt. Kurz gesagt: wenn ich das Schwindelgefühl, ich selbst zu sein, nicht aushalte, kann ich jemand anders sein. Sartre beschreibt einen Kellner, der ganz in seiner Kellnerrolle aufgeht, sodass er sich mit den ihn prägenden gesellschaftlichen Bedingungen identifiziert und seinen freien Willen verliert. Doch kann er seine Rolle perfekt spielen, weil er sich selbst dabei gewissermaßen zuschaut und so eine innere Freiheit gegenüber seinem Rollenspiel gewinnt. Alfred Dandyk definiert die existenzielle mauvaise foi als „unkorrekte Koordination von Faktizität (tatsächlichem Verhalten) und Transzendenz (Entwurf)“. Ein Beispiel dafür ist der Hauptcharakter des Theaterstückes „Geschlossene Gesellschaft“. Der Revolutionär Joseph Garcin will nicht annehmen, dass er feige gewesen ist. „Die Hölle, das sind die anderen!“, sagt Garcin, weil die Unaufrichtigkeit den anderen gegenüber nicht mehr funktioniert.
Sartre definiert auch die „mauvaise foi“ als eine Lüge, bei der die Unterscheidbarkeit zwischen Täuschendem und Getäuschtem aufgehoben ist in der Einheit eines Bewusstseins. Im Existenzialismus entsteht also das Misstrauen als eine paradoxe Grundbefindlichkeit des Bewusstseins: „Der Mensch ist zuerst ein Entwurf, der sich subjektiv lebt“. Das Bemühen um Identität muss sich notwendig als Schauspiel vollziehen: „man kann vor lauter Aufrichtigkeit der ‚mauvaise foi‘ verfallen. Totale und konstante Aufrichtigkeit als konstante Bemühung, sich selbst treu zu bleiben, ist naturgemäß die konstante Bemühung, sich von sich selbst zu desolidarisieren.“ Doch „das soll nicht heißen, daß man der ‚mauvaise foi‘ nicht radikal entgehen könnte“. Der in der Résistance aktive Arbeiterführer Pierre Dumaine im von Sartre 1943 geschriebenen Drehbuch „Das Spiel ist aus“ sei der Vertreter der Aufrichtigkeit (bonne foi).
Sartre verwendete seinen Begriff der Unaufrichtigkeit bzw. Unwahrhaftigkeit gegen Sigmund Freud und die damals einflussreiche Psychoanalyse. Er lehnte das Unbewusste Freuds ab, da es nichts anderes als „mauvaise foi“ sei. Die Verteidiger solcher deterministischen Theorien, die die innere Freiheit des Menschen verleugnen, nannte er „Feiglinge“ oder „Halunken“ (salauds). Beispiele seien der Kleinbürger, der wiedergeborene Christ, der sich vor der Verantwortung in die Religion flüchtet, oder der Schwule, der behauptet, dass seine Homosexualität angeboren sei. Der Philosoph Martin Heidegger, der 1933 in die NSDAP eintrat, Adolf Hitler zeitweise unterstützte und ein komplexes Verhältnis zum Nationalsozialismus hatte, zitierte Sartre in einem Interview 1969 und warf einigen seiner Kritiker „mauvaise foi“ vor.
Alfred Dandyk unterscheidet fünf Anwendungen des Begriffs der Unaufrichtigkeit (unkorrekte Koordination vom tatsächlichen Verhalten und Entwurf):
1. Minderwertigkeit: Die Minderwertigkeit ist präreflexiv gewählt. Und der Betroffene scheitert (meist) auf der reflexiven Ebene an seiner Minderwertigkeit, weil er sein Ziel, großartig und überlegen zu sein, nicht erreicht.
2. Glaube und Wissen: Wissen beruht auf intuitiver Evidenz, Glauben auf nichtüberzeugender Evidenz. Siehe Tertullian: credo quia absurdum (Ich glaube, weil es absurd ist). Glauben ist unaufrichtig, weil die Unsicherheit geleugnet wird.
3. Der Andere: Nur wer den Ausgleich zwischen dem Für-sich-sein und Für-andere-sein findet, weder sich selbst noch den andern verabsolutiert, lebt aufrichtig.
4. Das Klebrige: Auch unser Entwurf zur Materie, dem An-sich, entspricht unserem Grundentwurf.
5. Der Feigling (le lâche) und der Halunke (le salaud): Der Feigling drückt sich vor der Wahl, zu der er aufgrund seiner Freiheit verurteilt ist. Er sucht entsprechende Entschuldigungen (z. B. in einem Determinismus). Sein Gegenstück ist der Halunke, der bestreitet, dass sein Sein kontingent ist. Der Halunke wird repräsentiert durch die Großbürger auf den Porträts in Der Ekel, die in Bouville auf Roquentin herabblicken.